# 索爾韋 (明尼蘇達州)
索爾韋（英語：Solway）是一個位於美國明尼蘇達州貝爾特拉米縣的城市。

## 人口
根據2020年美國人口普查的數據，索爾韋的面積為2.67平方千米，當中陸地面積為2.67平方千米，而水域面積為0.00平方千米。當地共有人口73人，而人口密度為每平方千米27人。